# Autobusna linija br. 102 u Zagrebu
Linija 102 (Britanski trg – Mihaljevac) gradska je autobusna linija ZET-a u Zagrebu. Međusobno povezuje tramvajsko-autobusne terminale Britanski trg i Mihaljevac preko Šestina. Također povezuje Mlinove, Gornje Prekrižje, Cmrok i Tuškanac.

## Trasa
Prometuje trasom: Britanski trg – Ulica Vladimira Nazora – Tuškanac – Gornje Prekrižje – Šestinski vijenac – Šestinska cesta – Mlinovi – Mihaljevac
Na Britanskom trgu moguće je presjedanje na tramvajske linije 1, 6 i 11, a na Mihaljevcu na tramvajske linije 8, 14 i 15.
Od Britanskog trga do Cmroka dijeli trasu s linijom 105.

## Raspored
Linija prometuje svaki dan. Slijed polazaka radnim danom i subotom je 30 minuta, dok je nedjeljom i praznicima 40 minuta.
Na liniju 102 se disponira 3 standardna "solo" autobusa radnim danom i 2 vikendom i praznicima. Navedene autobuse dijeli s linijom 103.

## Vanjske poveznice
- Vozni red linije 102

1. ↑  Datoteke u GTFS formatu. zet.hr. Pristupljeno 5. lipnja 2025. - Sadrži informacije tijela javne vlasti u skladu s Otvorenom dozvolom